# Lubomír Vejr
Lubomír Vejr byl čtvrtým primátorem města Ostravy, původní profesí ekonom, člen Komunistické strany Československa. 
Jednalo se o prvního představitele v této funkci, který byl zvolen po listopadu 1989. Jeho volební období trvalo jen pár týdnů, od 13. prosince 1989 do 9. března 1990.